# Barylypa insidiator
Barylypa insidiator là một loài tò vò trong họ Ichneumonidae.